# PS Kingswear Castle
Le PS Kingswear Castle  est un ancien bateau à roues à aubes qui faisait des excursions d'été sur la rivière Medway et la Tamise. Puis il est allé sur le fleuve côtier Dart en 2012 pour y effectuer des excursions à partir de 2013. Il porte le nom du château de Kingswear à l'embouchure du Dart.
Ce bâtiment est inscrit au registre du National Historic Ships  depuis 1993 et il est aussi l'un des nombreux bateaux de la National Historic Fleet.

## Histoire
Le Kingswear Castle a été construit par Philip and Son de Dartmouth en 1924 pour le service sur la rivière Dart, après les navires jumeaux Compton Castle  et Totnes Castle  exploités  par la River Dart Steamboat Co Ltd (en). Ses moteurs datent de 1904, repris sur son prédécesseur du même nom.
Kingswear Castle a été affrété à l'US Navy pendant la Seconde Guerre mondiale, et a été utilisé pour transporter des vivres et du personnel à Dartmouth. 
En 1965, Kingswear Castle a été retiré du service et est devenu le premier navire acheté par la PSPS (Paddle Steamer Preservation Society (en)) deux ans plus tard. Il a ensuite été emmené à l'île de Wight et amarré à la Marina de Août 1967 à Juin 1971. Puis, en raison de son état de vétusté, il a ensuite été emmené sur la rivière Medway, en Angleterre du Sud-Est.
Après diverses difficultés et beaucoup de travaux de restauration, il a finalement été remis en service en 1985, et il est maintenant exploité par le Paddle Steamer Kingswear Castle Trust  basé au Chatham Historic Dockyard (en), Chatham. Le PSPS a également une filiale, Waverley Excursions, exploitant le PS Waverley et le MV Balmoral.
Le 18 décembre 2012, il est retourné sur le fleuve Dart, sous charte du Dartmouth Steam Railway and Riverboat Company pour effectuer des excursions autour du port de Dartmouth et sur la rivière jusqu'à Totnes.